# بیمارستان دانشگاهی شاه عبدالله
بیمارستان دانشگاهی شاه عبدالله (عربی: مُستشفى الملك المؤسس عبدالله الجامعي) بزرگ‌ترین بیمارستان در شمال اردن است که به بیش از ۱ میلیون شهروند در مناطق ایربد، عجلان، جرش و مافرق خدمات می‌دهد.

## موقعیت
این بیمارستان در محوطه دانشگاه علوم و تکنولوژی (JUST) و در مجاورت دانشکده پزشکی دانشگاه قرار دارد. بیمارستان نیز به دلیل ارتباط آن با دانشگاه علم و صنعت اردن مزیت آموزشی دارد.

## بخش‌ها و مشخصات
این بیمارستان با هزینه ۱۲۰ میلیون دلار ساخته شد. افتتاح این بیمارستان نقطه اوج تلاش‌های اواخر شاه حسین بن طلال بود زیرا کمبود مراکز بهداشتی پیشرفته در خدمت مردم منطقه بود. در سال ۱۹۹۴ سنگ بنای ساختمان بیمارستان گذاشته شد و در نوامبر ۲۰۰۲، بیمارستان باز شد، که شامل موارد زیر است:
- بخش زنان و زایمان (شامل واحد پرورش کودکان در لوله).
- پزشکی کودکان
- طب داخلی در رشته‌های مختلف و جراحی‌های عام
- جراحی ویژه (جراحی مغز، مغز، ارتوپدی، بینی، گوش، گلو، دستگاه ادراری …).
- مرکز پیوند مغز استخوان
- بخش اورژانس با پیشرفته‌ترین دستگاه‌ها و با باند فرود هلی‌کوپتر

با توجه به نزدیکی و در یک مکان بودن بیمارستان با دانشگاه علوم و فناوری، دانشجویان پزشکی، دندانپزشکی و پرستاری به تکمیل آموزش، تحقیق و مطالعه در بیمارستان می‌پردازند.

## جغرافیا
بیمارستان دانشگاه شاه عبدالله در شهر الرمثا در شمال اردن واقع شده است. بیمارستان و دانشگاه در ۲۰ کیلومتری شهرستان ایربد و ۷۰ کیلومتری پایتخت امان واقع شده‌اند. این بیمارستان دارای ۱۵ طبقه و ۶۸۳ تخت می‌باشد و در جنب جاده بین‌المللی بین امان و دمشق واقع شده است.

## نگارخانه

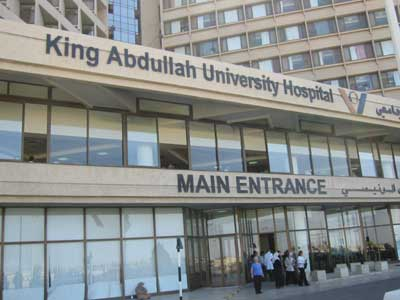
ورودی اصلی به بیمارستان دانشگاه شاه عبدالله.
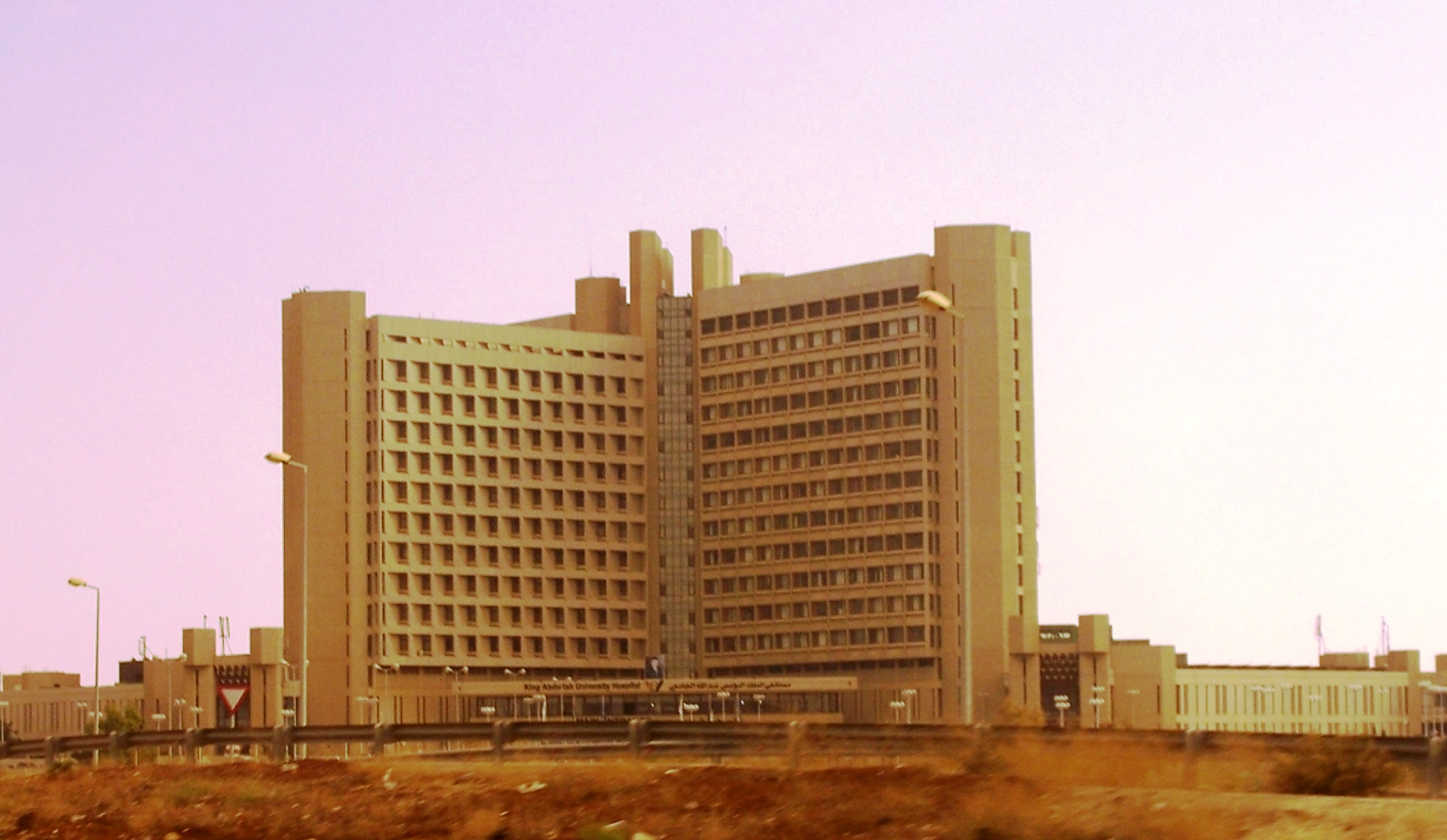
صبح در بیمارستان دانشگاه شاه عبدالله.
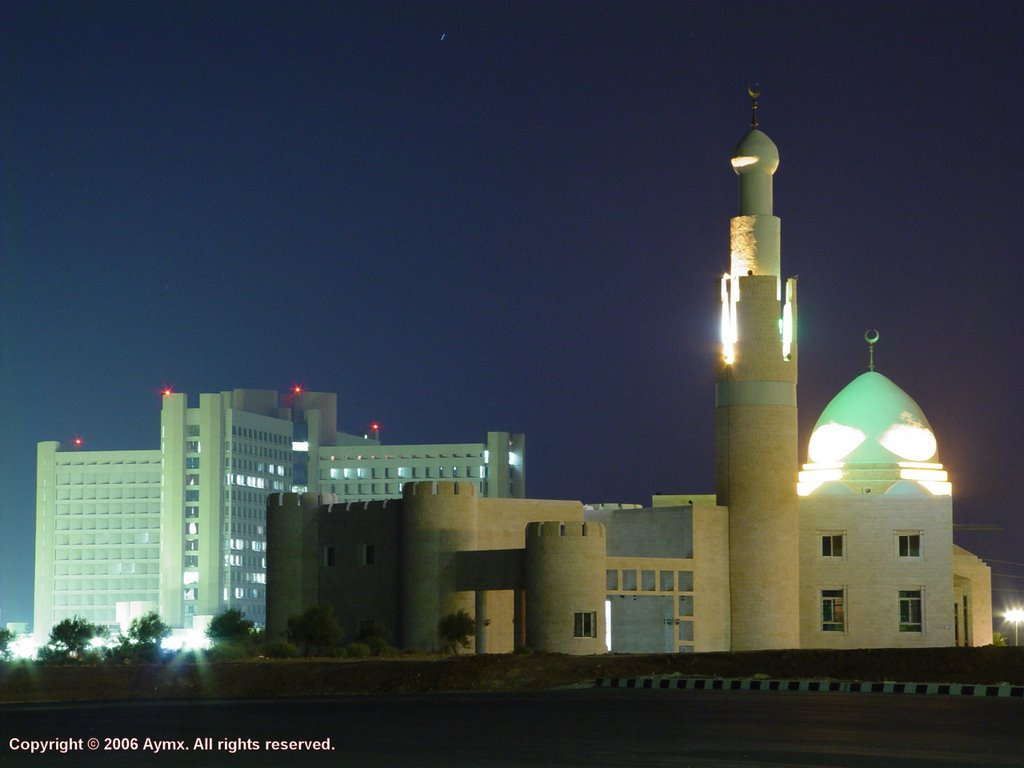
بیمارستان دانشگاه سلطنتی عبدالله و بیمارستان عادل و مسجد دانشگاه در شب است
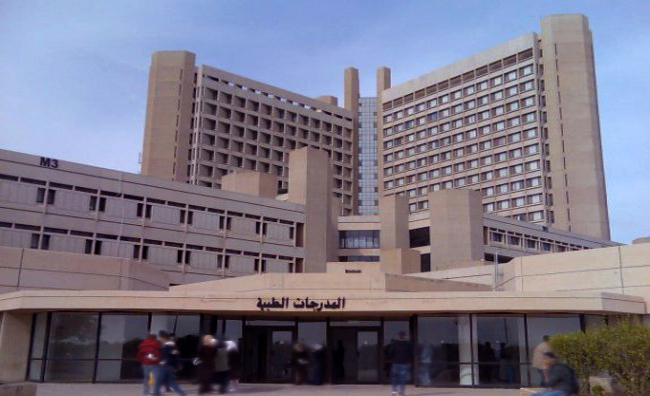
سالن‌های پزشکی دانشگاه علم و صنعت اردن که در بیمارستان دانشگاه شاه عبدالله دیده می‌شود.
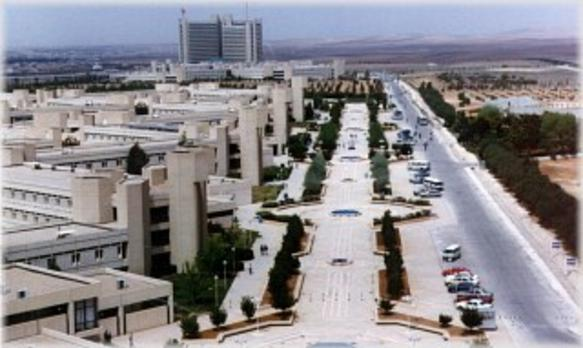
یک نمایش هوایی از مجتمع دانشکده‌های پزشکی در JUST با KAUH در پس زمینه دیده می‌شود.